# James Abourezk
James George Abourezk (ur. 24 lutego 1931 w Wood, zm. 24 lutego 2023 w Sioux Falls) – amerykański polityk ze stanu Dakota Południowa, działacz Partii Demokratycznej. Abourezk znany jest przede wszystkim, jako pierwszy Amerykanin arabskiego (libańskiego) pochodzenia, który został członkiem Senatu Stanów Zjednoczonych.
Urodził się w rodzinie o libańskich korzeniach w Wood w Dakocie Południowej. W swym rodzinnym stanie spędził większą część życia. W latach 1948–1952 służył w Marynarce Wojennej Stanów Zjednoczonych, m.in. w czasie wojny koreańskiej. Po powrocie uczęszczał do South Dakota School of Mines w Rapid City, gdzie uzyskał dyplom inżyniera (w 1961). Następnie ukończył też prawo na University of South Dakota School of Law w Vermillion (1966) i zaczął prowadzić praktykę adwokacką w Rapid City.
W 1970 roku w drugim okręgu wyborczym w stanie Dakota Południowa wybrano go do Izby Reprezentantów, gdzie zasiadał w latach 1971–1973 przez jedną dwuletnią kadencję. Po jej upłynięciu w 1972 wybrano go senatorem na kadencję rozpoczynającą się 3 stycznia 1973, a kończącą 3 stycznia 1979. Jego poprzednikiem w senatorskim fotelu był Karl Earl Mundt, republikanin, a następcą Larry Lee Pressler, także republikanin. Jako senator był przewodniczącym komitetu ds. Indiańskich. Zyskał reputację umiarkowanego senatora. Postanowił nie ubiegać się o kolejną kadencję w 1978.
W 1980 założył American-Arab Anti-Discrimination Committee, mający na celu przeciwstawienie się dyskryminacji osób arabskiego pochodzenia w USA.
Jest autorem autobiografii. Obecnie mieszka w Sioux Falls, gdzie pisze książki i prowadzi praktykę adwokacką.